# ハインツ・ヴァナー
ハインツ・ヴァナー（Heinz Wanner、1945年9月25日 - ）は、ビール生まれのスイスの気候学者。

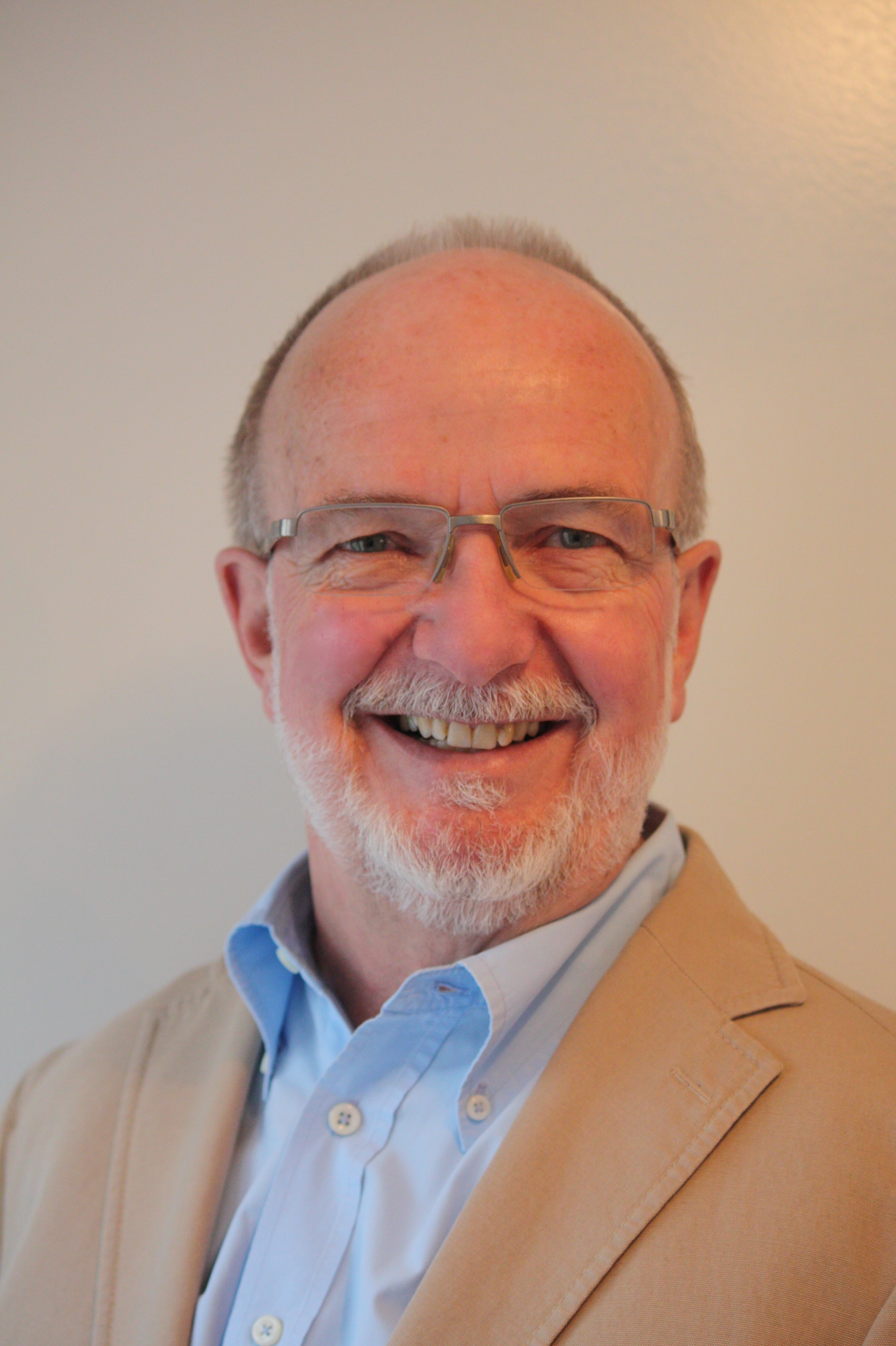
Heinz Wanner

## 経歴と業績
ヴァナーは、地理学、気候学、地質学、数学を、ベルンとグルノーブル（フランス）で、ブルーノ・メッサーリやマックス・シュウェップ (Max Schüepp) の下で学び、初期には総観気候学、中規模変動、山岳気候の研究に取り組んだ。スイス中部地域における霧や冷気の動学的研究を進めた後、1981年から1982年にかけてはフォートコリンズのコロラド州立大学の大気科学研究所で働き、地球大気開発計画 (GARP) の下で進められていた、国際山岳実験ALPEX (internationalen Gebirgsxperiments ALPEX) 運営の副代表を務めた。その後、彼は、山岳地域における気流や大気汚染（多くは光化学スモッグ）について取り組んだ。
1988年、ヴァナーは、ベルン大学の教授に任じられ、スイスの研究プロジェクト「POLLUMET (Air POLLUtion and METeorology)」の共同代表となった。1990年代初めからは、おもに古気候学に取り組み、2001年から2007年までスイスの国立気候研究センター (Nationalen Forschungsschwerpunkts Klima) の所長を務めた。ハンス・エシュガーやトマス・ストッカーと協力関係を築いたヴァナーは、2007年から2010年の引退まで、ベルン大学のエシュガー気候変動研究センターの初代代表となった。ヴァナーのおもな関心は、気候史と開発の関係に置かれている。
ヴァナーは、国際連合の気候変動に関する政府間パネル (IPCC) の第4次、第5次評価報告書に関与した。

## 受賞
ヴァナーは2006年に、俗に地理学のノーベル賞とも称されるヴォートラン・ルッド国際地理学賞を受賞した。彼はまた、スイス科学アカデミーの名誉会員、国立科学アカデミー・レオポルディーナ（ドイツ）会員であり、2005年にはブルノのマサリク大学から栄誉メダルを、2009年にはフンボルト大学ベルリンから名誉博士号を贈られた。